# Akadémik Serguéi Vavílov
El Akadémik Serguéi Vavílov (del ruso: Академик Сергей Вавилов); en inglés: Akademik Sergey Vavilov es un buque oceanográfico ruso (anteriormente soviético) nombrado en honor al académico Serguéi Vavílov. Su construcción se completó el 12 de febrero de 1988 en Rauma (Finlandia).
El Akadémik Serguéi Vavílov empezó a operar el 20 de marzo de 1989 como buque oceanográfico del Instituto Shirshov de Oceanología de la Academia de Ciencias de la URSS (Academia de Ciencias de Rusia a partir de 1991). Para el 7 de noviembre de 1999, había completado cinco cruceros de investigación en el Mar de Noruega, el Atlántico Norte y el Atlántico Sur.
En tiempos recientes,[¿cuándo?] se ha empleado como crucero especializado en expediciones polares. Está a cargo de la empresa International Shipping Partners, y su puerto de registro actual es Kaliningrado (Rusia).